# Świątynia Miao

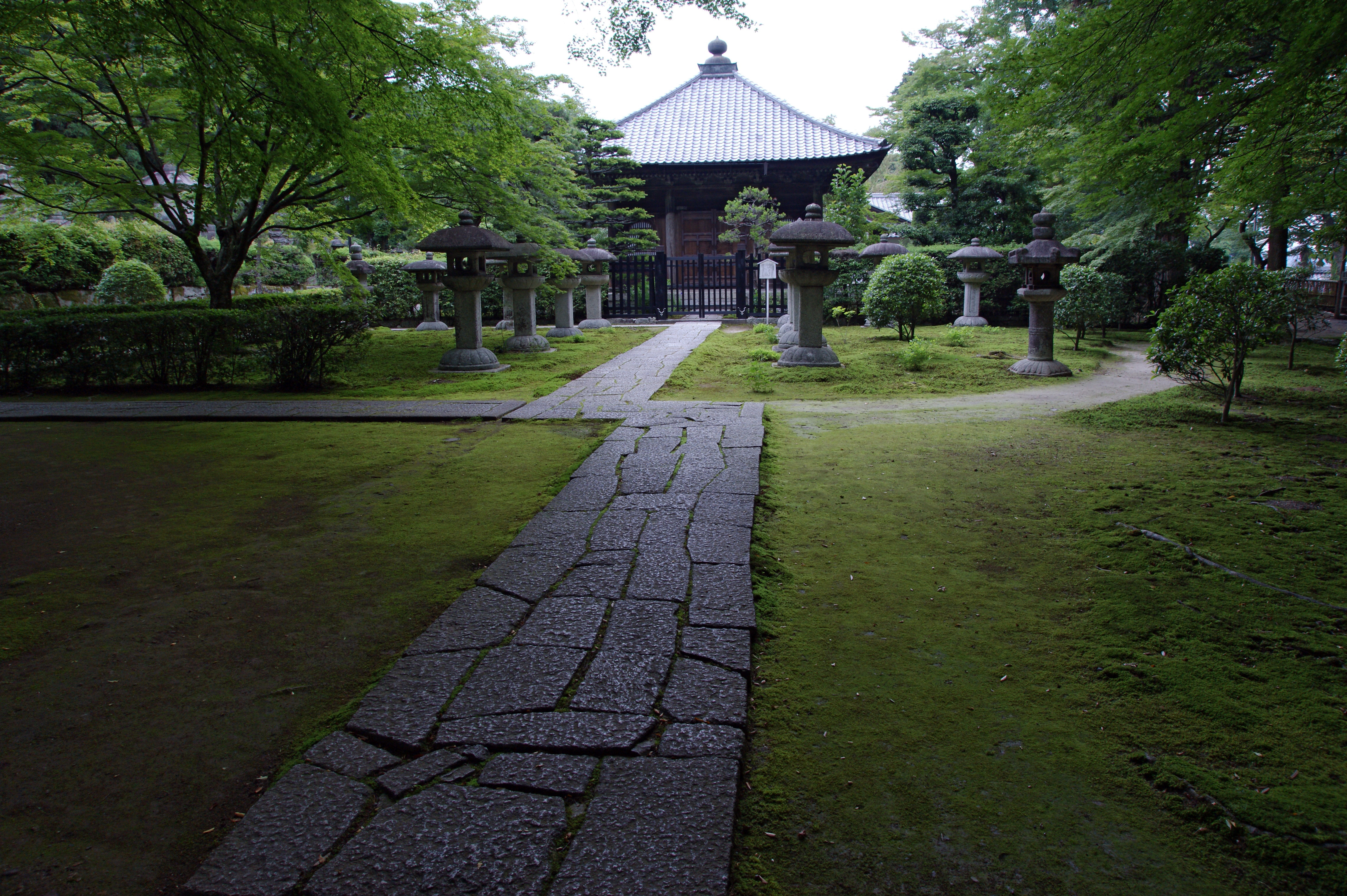
Świątynia w mieście Ōtsu

Miao (廟) – budowle wznoszone we wschodnioazjatyckich religiach, w których ludzie czczą bogów i legendarnych bohaterów. Jest to rodzaj chińskiej świątyni, ale różni się od świątyni Ci, w której czci się osobę zamiast bóstwa.
W Japonii budynki poświęcone konkretnej osobie nazywane są „Reibyo” (霊廟), „Byo” (廟) lub „Tamaya” (霊屋).
Świątynie te można również znaleźć w Wietnamie, występujące pod różnymi stylami architektonicznymi. Nazywa się je „miếu”, ale na południu kraju mówi się również „miễu”.